# Trokajny (Łukta)
Trokajny (deutsch Trukeinen) ist ein Ort in der polnischen Woiwodschaft Ermland-Masuren. Er gehört zur Gmina Łukta (Landgemeinde Locken) im Powiat Ostródzki (Kreis Osterode in Ostpreußen).

## Geographische Lage
Trokajny liegt im Westen der Woiwodschaft Ermland-Masuren, 22 Kilometer nordöstlich der Kreisstadt Ostróda (deutsch Osterode in Ostpreußen).

## Geschichte
Das Falkensteiner Vorwerk Turkein (nach 1578 Turckeinen, nach 1600 Trokainen) wurde 1578 erstmals erwähnt. Bis 1945 war es ein Wohnplatz des Gutsbezirks bzw. der Gemeinde Falkenstein (polnisch Zajączkowo).
Im Jahre 1945 kam Trukeinen in Kriegsfolge mit dem gesamten südlichen Ostpreußen zu Polen. Heute ist der Ort in das Schulzenamt Sobno (Sooben) eingegliedert und somit eine Ortschaft innerhalb der Łukta (Landgemeinde Locken) im Powiat Ostródzki (Kreis Osterode in Ostpreußen).

## Kirche
Bis 1945 war Trukeinen in die evangelische Kirche Locken in der Kirchenprovinz Ostpreußen der Kirche der Altpreußischen Union, außerdem in die römisch-katholische Kirche Neu Kockendorf (polnisch Nowe Kawkowo) eingepfarrt.
Heute gehört Trokajny katholischerseits zur Kirche Nowe Kawkowo im Erzbistum Ermland, evangelischerseits zur Kirche Łęguty (Langgut), einer Filialkirche von Ostróda in Diözese Masuren der Evangelisch-Augsburgischen Kirche in Polen.

## Verkehr
Trokajny liegt westlich der Woiwodschaftsstraße 530 und ist sowohl von Mostkowo (Brückendorf) als auch von Zajączkowo (Falkenstein) aus zu erreichen. Ein Bahnanschluss besteht nicht.